# Cassandro el Exótico
Pour les articles homonymes, voir Armendáriz.
Saúl Armendáriz (né le 20 mai 1970 à El Paso) plus connu sous le nom de ring de Cassandro el  Exótico est un catcheur américain. Il est principalement connu pour son travail au Mexique dans diverses fédérations. Il incarne sur le ring un exótico, une sorte de drag queen.
Dans les années 2010, Marie Losier réalise un documentaire sur sa vie, Cassandro the Exotico ! présenté au festival de Cannes en 2018.

## Jeunesse
Saúl Armendáriz est né à El Paso près de la frontière avec le Mexique et passe beaucoup de temps à Ciudad Juárez. Il quitte l'école à 15 ans pour devenir catcheur.

## Carrière de catcheur
Saúl Armendáriz apprend le catch auprès de Rey Misterio, Sr.. Il ne souhaite pas incarner un exótico, un catcheur travesti, et commence sa carrière à Tijuana masqué sous le nom de Mister Romano,.

## Palmarès
- National Wrestling Alliance (NWA)
  - 1 fois champion du monde des poids welters de la NWA[6]
- Universal Wrestling Association (UWA)
  - 1 fois champion du monde des poids légers de l'UWA[7]